# Cahokia
Cahokia a 19. század kezdete előtti Észak-Amerika legnagyobb települése volt, ma már csak régészeti lelőhely és történelmi emlékhely.

## Fekvése
Cahokia halmokból, terekből, sáncokból és lakóövezetekből álló épületegyüttes volt a mai Illinois államban, a Mississippi folyó közelében, 11,2 kilométerre a Missouri államban fekvő mai St. Louistól.

## Története
A város, amit ma Cahokiának neveznek, több mint 13 négyzetkilométer területet foglalt el, és egy kis földművelő faluból alakult ki, valamikor Kr. u. 600 és 800 között. Az emberek az ártéri síkság termékeny talaján kukoricát termesztettek, miként azt őket megelőzően a szintén ebben a térségben található Hopewell lakói is tették. Ám a cahokiaiaknak a Mexikóban termesztetthez hasonló hibrid kukoricafajtáik is voltak, melyek ellenállóbbak és nagyobb terméshozamúak voltak. Cahokia - éppúgy, mint a Mississippi és mellékfolyói mentén húzódó többi falu is - gyarapodott és terjeszkedett.
Mikor a 16. században a spanyolok felhajóztak a Mississippin, Cahokia már régóta elhagyatva állt. Cahokia és vele együtt az 
összes, Mississippi menti város hanyatlását vélhetően a járványokhoz és társadalmi viszályokhoz vezető túlnépesedés és a szárazság okozta.

## Felépítése
Fénykorában, Kr. u. 850 és 1150 között a városban több mint 100 lapos tetejű piramis és földhalom állt, melyek közül mintegy 20 ma is látható. Egykor a halmokon hatalmas faszerkezetű épületek - talán az előkelők lakhelyei - álltak, de a lakosok többsége a halmok és terek körül húzódó kisebb faépületekben élt. A lakosság száma vélhetően meghaladta a 10 000-et, de a környező falvakkal együtt elérhette a 40 000 főt is.
A legnagyobb halom, az úgynevezett Szerzetesek dombja 30 méterrel emelkedett a főtér fölé, és egy paticsfalú, nádfedeles épületnek adott helyet, mely lehetett templom, netán az uralkodó, esetleg a vallási vezető szállása.
A településen található faoszlopokból álló gyűrű talán csillagászati naptárként szolgált, melyet a fontos ünnepek és vallási szertartások időpontjának meghatározására használhattak. A gyűrű egy központi oszlopból és egy külső gyűrűből állt. Az oszlopok egyike, az úgynevezett „napfordulós cölöp”. A nyári napforduló hajnalán a „napfordulós cölöp” és a gyűrű középső oszlopa pontosan egy vonalba esik a Szerzetesek dombja csúcsán felbukkanó Nappal. A hely jelesebb halmai ugyanerre a vonalra esnek.

## Hasonló települések
E Mississippi menti települések mindegyike hatalmas földhalmok és terek köré szerveződött, s ez feltűnően hasonlít Mezoamerika templomokból és terekből álló együtteseihez. Az egyik településen, az alabamai Moundville-nél 20, körben elhelyezett halom található. Ezek némelyike temetkezési hely volt, mások templomoknak vagy az előkelők lakóhelyeinek nyújtottak otthont. Wisconsinban Aztalan 8 hektáros megerősített városa egy sor hatalmas, állatokat és madarakat ábrázoló halom köré épült, melyeket a folyó mentén egy korábbi kultúra emelt. Ám Mexikótól északra Cahokia volt a legfejlettebb városi központ.